# Forcipomyia longitarsis
Forcipomyia longitarsis är en tvåvingeart som först beskrevs av Malloch 1915.  Forcipomyia longitarsis ingår i släktet Forcipomyia och familjen svidknott.
Artens utbredningsområde är Illinois. Inga underarter finns listade i Catalogue of Life.